# K・J・マクダニエルズ
K・J・マクダニエルズ (K. J. McDaniels) こと、ケビン・マクダニエルズ・ジュニア (Kevin McDaniels Jr. 1993年2月9日 - )は、アメリカ合衆国・アラバマ州バーミングハム出身のバスケットボール選手。ポジションはシューティングガード。

## 来歴
クレムゾン大学で3年間プレーし、2013-14シーズンは平均17.1得点 7.1 リバウンドに2.8ブロックショットを記録し、ACCの1stチームと最優秀守備選手賞を受賞。これで自信を付けたマクダニエルズは、4年生の2014-15シーズンはプレーせず、2014年4月2014年のNBAドラフトにアーリーエントリーを表明。32位でフィラデルフィア・76ersから指名された。
2014年10月に76ersと1年50万ドルで契約。入団した76ersでマクダニエルズは、開幕から連敗が続く中でシックスマンのような形で起用され、11月29日のダラス・マーベリックス戦では21得点13リバウンドのダブル・ダブルを記録。平均9.2得点 3.8リバウンド 1.8ブロックショットを記録していた。ところが、マクダニエルズと1年契約しか結んでいなかった76ersは、シーズン終了後に制限付FAとなり、マクダニエルズの価値高騰化を恐れる形で、2015年2月19日のトレード期限日にアイザイア・カナアンとのトレードでヒューストン・ロケッツに放出。加入したロケッツでは負傷が相次ぎ、4月に右肘の手術の為にシーズン終了。プレーオフにも出場出来なかったが、7月18日にロケッツと3年1000万ドルで再契約した。
2015-16シーズンは37試合の出場に止まり、2016年1月20日のデトロイト・ピストンズ戦では、アンドレ・ドラモンドに対するファウル要員として起用され、僅か9秒の出場時間の中で5ファウルの珍記録を残した。
2017年2月23日、ブルックリン・ネッツに移籍した。
2017年8月17日、トロント・ラプターズと契約したが、シーズン開幕直後に解任された。